# Polygala pseudocoriacea
Polygala pseudocoriacea là một loài thực vật có hoa trong họ Polygalaceae. Loài này được Chodat miêu tả khoa học đầu tiên năm 1893.